# Antwon Hicks
Antwon Hicks (ur. 12 marca 1983) – amerykański lekkoatleta, płotkarz. Od 2016 roku reprezentuje Nigerię.
Jego największym osiągnięciem jest złoty medal mistrzostw świata juniorów (bieg na 110 metrów przez płotki Kingston 2002).
W 2016 reprezentował Nigerię na igrzyskach olimpijskich w Rio de Janeiro, docierająć do półfinału biegu na 110 metrów przez płotki.

## Rekordy życiowe
- bieg na 110 metrów przez płotki - 13,09 (2008)
- bieg na 60 metrów przez płotki - 7,53 (2008)